# Lista de vereadores de Euclides da Cunha da 6.ª legislatura
Esta é a lista de vereadores de Euclides da Cunha para a legislatura 1967–1970.

## Vereadores
Das treze vagas em disputa, o placar foi de treze para a ARENA.
|    | Nome                        | Partido | Votos | Observações |
| -- | --------------------------- | ------- | ----- | ----------- |
| 1  | Antenor Dantas de Andrade   | ARENA   | 868   |             |
| 2  | Juviniano Gomes dos Santos  | ARENA   | 550   |             |
| 3  | José Camerino de Abreu      | ARENA   | 376   |             |
| 4  | Jaime Amorim da Silva       | ARENA   | 314   |             |
| 5  | Custódio Sabino da Costa    | ARENA   | 307   |             |
| 6  | José Dantas de Abreu        | ARENA   | 259   |             |
| 7  | José Dantas Lima            | ARENA   | 244   |             |
| 8  | Anfilófio Dantas de Santana | ARENA   | 232   |             |
| 9  | Pedro Agres de Carvalho     | ARENA   | 221   |             |
| 10 | Cosme Matias de Araújo      | ARENA   | 202   |             |
| 11 | Antônio Vieira Neto         | ARENA   | 176   |             |
| 12 | Jaime Ferreira de Abreu     | ARENA   | 172   |             |
| 13 | Raimundo Dantas Lima        | ARENA   | 165   |             |

## Legenda
| Cor  | Significado          |
| Bege | Presidente da Câmara |
| Azul | Suplente             |

## Composição das bancadas
| Partido | Líder | Bancada | Posição |
| ------- | ----- | ------- | ------- |
| ARENA   |       | 13 / 13 | Governo |